# Agras
Agras, ook geschreven als AGRAS, voluit vereniging voor ondersteuning (associatie ter stimulering) van de Agrarische sector in Suriname, is een Surinaamse organisatie.
De organisatie behartigt de belangen van Surinaamse agrariërs door onder meer op te komen voor eerlijke concurrentie en voorwaarden voor standhouders op marken.
Bij de oprichting van het Agrarisch Kredietfonds in 2008 was de Agras een van de belanghebbenden die gevraagd werden iemand uit de sector te kandideren om zitting te nemen in het bestuur.